# 古賀奈津子
古賀 奈津子（こが なつこ）は、九州北部を拠点に活動している日本のフリーアナウンサー、ライター。

## 来歴
佐賀清和中学校・高等学校、同志社大学社会学部卒業。佐賀清和在学中の1994年に第11回NHK杯全国中学校放送コンテストに出場し、アナウンス部門で最優秀賞を受賞した。
2002年4月にサガテレビ (sts) に入社し、同局のアナウンサーになる。サガテレビがアナログ放送を行っていた頃には、アナウンス業務と並行して地上デジタル放送推進大使も務めていた。
サガテレビ在籍中、出産を控えて2011年2月から産休に入っていた。そして同年4月に1児の母になったことを、同局公式サイトのアナウンサー日記で公表した。
後にサガテレビを退社し、フリーランスに転向。主婦業との兼業で、記事制作・ナレーション・司会・朗読・アナウンス指導などを行っている。2019年から2021年までは九州朝日放送 (KBC) の番組スタッフをしていた。

## 担当番組
- stsスピーク（サガテレビ）
- かちかちワイド（サガテレビ）